# تسويق شخصي
يُعد التسويق الشخصي (الذي يسمى أيضًا التخصيص ويطلق عليه أحيانًا التسويق التفاعلي) شكلاً صارمًا من نظام التمييز بين المنتجات. بينما يحاول نظام التمييز بين المنتجات التمييز بين منتج ونظيره المنافس له، يحاول التخصيص تقديم عرض منتج فريد لكل عميل.

## التسويق عبرالإنترنت
كان التسويق الشخصي عمليًا أكثر داخل الإعلام التفاعلي مثل الإنترنت. يستطيع موقع الويب تتبع اهتمامات العميل وتقديم اقتراحات للمستقبل. وتساعد العديد من المواقع العملاء على اتخاذ قراراتهم من خلال تنظيم المعلومات وتحديد الأولويات بناءً على ميول الفرد. في بعض الحالات، يمكن تخصيص المنتج ذاته باستخدام نظام التكوين.
استغلت الحركة التجارية أثناء إنشاء ويب 1.0 تقنيات قاعدة البيانات لاستهداف المنتجات والإعلانات لمستخدمين محددين من خلال تزويدها بسماتٍ مميزة ومحددة. وساندت بعض التقنيات هذا المفهوم مثل برودفيجن وإيه تي جي وبي أي إيه. ويعتبر موقع أمازون مثالاً تقليديًا لشركة تنفذ «التسويق التفاعلي» عن طريق تقديم عروض مستهدفة ومنتجات ذات صلة للمستخدمين. والتخصيص هو المصطلح الذي تم اتباعه فيما بعد كطريقة لوصف هذا التطور في التسويق عبر الإنترنت. وكان درو بارتكيوس وبيل زيوسكي من أكبر المؤيدين الصناعيين لفوائد وإمكانية تنفيذ التسويق التفاعلي وبعد ذلك التخصيص. كما كان الطبيب بيهونج تشين التقني الذي أسس شركة البرمجيات برودفيجن، والتي سمحت لشركات كبيرة بتخصيص مبادرات أعمالها الإلكترونية للتفاعل مع التسويق التفاعلي.

## أنواع التسويق الأخرى
في الفترة الأخيرة، أصبح التسويق الشخصي عمليًا مع تجار التجزئة للطوب والمونة. تطلب حجم السوق، بحجم أكبر من الإنترنت، نهجًا تكنولوجيًا مختلفًا متوافرًا حاليًا ويتم استخدامه. يقوم بعض تجار التجزئة بجذب العملاء للمتاجر الحقيقية والمادية من خلال عرض سلع بأسعار منخفضة يتم اختيارها تلقائيا لتجذب الأفراد المستفيدة من السلع. تحدث التفاعلية من خلال استرداد قيمة العرض التي يتم تسجيلها عبر نظم منفذ البيع، والتي يمكنها بعد ذلك تحديث كل نموذج من نماذج المتسوقين الفرديين. وقد يكون التخصيص أكثر دقة عندما يعتمد فقط على سجلات الشراء الفردية بسبب الطبيعة المبسطة والمتكررة لشراء تجار التجزئة للطوب والمونة، على سبيل المثال متاجر البقالة الكبرى.
تحدث دون بيبرز ومارثا روجرز في كتابهم، المستقبل التفاعلي (The One to One Future)،  عن إدارة العملاء بدلاً من المنتجات، والتمييز بين العملاء وليس فقط المنتجات، وقياس نصيب العميل وليس نصيب السوق، وتطوير اقتصاديات النطاق بدلاً من اقتصاديات السعة. كما وصفا أيضًا التسويق الشخصي بأنه عملية ذات أربع مراحل: تحديد العملاء المحتملين؛ وتحديد احتياجاتهم وقيمتهم الأبدية بالنسبة للشركة؛ والتفاعل مع العملاء للتعرف عليهم؛ وتخصيص المنتجات والخدمات والاتصالات مع العملاء الفرديين.
استخدم بعض المعلقين (من ضمنهم بيبرز وروجرز) مصطلح «التسويق التفاعلي» والذي فمهمه البعض خطأً. نادرًا ما يكون هناك شخصًا واحدًا فقط بإحدى جوانب العملية التجارية. حيث تتضمن عمليات اتخاذ المشتري للقرار عدة أشخاص، كما تفعل جهود المسوقين. ومع ذلك، فإن التشبيه الأمثل يشير إلى هدف مصدر الرسالة الوحيدة (المتجر) «إلى» المستلم الوحيد (الأسرة) ويمكن استخدام متجر «(بوب أند مام)» كتشبيه تكنولوجي على أساس اسم أول 10 ملايين عميل.

## الإستراتيجيات
يشير التسويق التفاعلي إلى إستراتيجيات التسويق المُطبقة مباشرةً على مستهلك محدد. تسمح المعرفة بمفضلات المستهلك تقديم اقتراحات لمنتجات محددة لكل مستهلك وترويجها له بطريقة محددة. يعتمد التسويق التفاعلي على أربع خطوات أساسية للوصول إلى أهدافه: التحديد والتمييز والتفاعل والتخصيص.
التحديد: في هذه المرحلة، يُعد الاهتمام الأكبر هو معرفة عملاء الشركة، وجمع بيانات يمكن الاعتماد عليها حول تفضيلاتهم وكيفية تلبية احتياجاتهم على أكمل وجه.
التمييز: هو التفريق بين العملاء وفقًا لقيم المرحلة العمرية لشركتهم، والتمييز بينهم من خلال تحديد أولوياتهم وفقًا لاحتياجاتهم وتقسيمهم إلى مجموعات أكثر التزامًا.
التفاعل: في هذه المرحلة، هناك حاجة إلى معرفة قناة الاتصال والوسائل التي تتيح أفضل تواصل مع العميل. ومن الضروري جذب انتباه العميل بالتواصل معه بطرق تعرف بأنها هي التي يستمتع بها العميل.
التخصيص: هناك حاجة لتخصيص المنتج أو الخدمة للمستهلك بشكلٍ فردي. ويجب تنفيذ المعرفة التي تمتلكها الشركة عن العميل بشكل عملي ومراعاة المعلومات التي تحتفظ بها حتى توفر للعميل ما يريده بدقة.
وفيما يلي أمثلة للشركات التي استخدمت هذه التقنيات لإقناع عملائها:
- السوق الأمريكية
- ديل للحواسب الآلية
- سمارت كارز
- مي أديداس
- نايك آي دي
- أمازون دوت كوم
- تكنولوجيات الطباعة